# Manoir de Sall Gwen
Le manoir de Sall Gwen est un édifice situé à Bégard, en France.

## Localisation
Le manoir est situé sur la commune de Bégard, au lieu-dit Sall Gwen, dans le département des Côtes-d'Armor, dans la région Bretagne.

## Description
Le manoir date du XVIe siècle, il a été remanié au début du XXe siècle.

## Historique
Le manoir est inscrit à l'inventaire général du patrimoine culturel.